# Walsdorf (Rhénanie-Palatinat)
Pour les articles homonymes, voir Walsdorf.
Walsdorf est une municipalité du Verbandsgemeinde Hillesheim, dans l'arrondissement de Vulkaneifel, en Rhénanie-Palatinat, dans l'ouest de l'Allemagne.